# Trichaea nigrans
Trichaea nigrans là một loài bướm đêm trong họ Crambidae.